# Imljani
Imljani (szerbül: Имљани), település Kneževo községben, Bosznia-Hercegovinában, a Bosanska Krajina keleti részén, a Szerb Köztársaságban.

## Fekvése
A település Bosznia-Hercegovina északi részén, Banja Lukától légvonalban 48, közúton 75 km-re délkeletre, községközpontjától légvonalban 13, közúton 25 km-re délkeletre, az Ugar völgyének északi oldalán, az Ugarska strana felett, 840-1150 méteres magasságban található. Az Imljani név a Podvlašić-fennsík egy részére utal, amely légvonalban 15 km-re található a Vlašić- és Travnik-hegységtől északnyugatra. Nyugati és délnyugati oldalán az Ugra-folyó, északon a Kobilja és Zmajevac-patakok, a keleti oldalon pedig az Ilomska-folyó között fekszik. Ezt az egész peremsávot mély folyók és meredek lejtők szelik át, így a falvak közötti magasságkülönbségek nagyok. Az alacsony Pougarje tengerszint feletti magassága 550-600 m, az Ilomska-folyó torkolatánál körülbelül 600 méter, míg Imljani középső részének átlagos tengerszint feletti magassága 1100 m. Bár Imljani nagyrészt elszigetelődik a szomszédos Pougarje, Korićan, Kobilja és a Vlašić nyúlványaitól, az alatta lévő fennsík a hegység északnyugati kiterjedéseként értelmezhető, míg az északi rész inkább a karsztfennsíkhoz, az úgynevezett Ravne vrhovinéhez kapcsolódik. Vidovište központi települése körül, ahol a helyi önkormányzati hivatalok, egy templom és egy általános iskola található, Imljani egy sor másik falucskát is magában foglal.

## Népessége
| Nemzetiségi csoport | Népesség 1991 | Népesség 2013 |
| ------------------- | ------------- | ------------- |
| Szerb               | 1544          | 850           |
| Bosnyák             | 3             | 0             |
| Horvát              | 1             | 0             |
| Jugoszláv           | 5             | 0             |
| Egyéb               | 12            | 2             |
| Összesen            | 1565          | 852           |

## Története
A település területe valószínűleg már a történelem előtti időkben is lakott volt. Vujnovići településrésztől északra helyi földművesek mezei munkák során állítólag csiszolt kőeszközöket találtak. A Zmajevački-patak felett, Grubačtól északkeletre egy barlang található, melyről a helyiek azt állítják, hogy járványok és háborúk idején menedékül szolgált. Sajnos egyik lelőhelyről sem származnak régészeti leletek, de a közeli Vlašić-hegység területén bizonyíthatóan számos őskori település és erődítmény volt. Imljani jelenlegi nevén történt legrégebbi említése a 16. századból származik. Ezen adatok szerint az Imljaninak akkoriban 14 háza volt, köztük egy muszlim ház is.
A szerb lakosságú település 1878-ig tartozott az Oszmán Birodalomhoz, ekkor a berlini kongresszus határozata alapján az Osztrák-Magyar Monarchia része lett. 1879-ben az első osztrák-magyar népszámlálás során a Jajcai járáshoz tartozó Imljane községnek 186 háztartása, 1177 ortodox szerb és 717 muszlim lakosa volt. A községhez akkor Benić, Cripova, Corković, Gjenić, Kerle, Kruševobrdo, Makarić, Palivuk, Ponorac, Prisočka, Selačka és Šiprage települések is hozzá tartoztak. 1910-ben a Kotor Varoš-i járáshoz tartozó községben 111 háztartást és 1020 ortodox lakost találtak. A községhez akkor Benići, Corković, Gjenić, Makarići és Ponorci települések tartoztak. A monarchia szétesésével 1918-ban előbb a Szerb-Horvát-Szlovén Királyság, majd 1929-től a Jugoszláv Királyság része lett. 1921-ben a községnek összesen 1000 lakosa volt, melyből 997 ortodox szerb, 2 római katolikus és 1 muszlim volt. Az 1929-es törvény értelmében, amikor Bosznia-Hercegovinát négy banovinára, Drinskára, Vrbaskára, Zetskára és Primorskára osztották, a település a Vrbaska banovina része lett, amelynek székhelye Banja Luka volt. Jugoszlávia megszállása után a Független Horvát Állam (NDH) része lett. 
A második világháború után 1992-ig a település a szocialista Jugoszlávia keretében a Bosznia-Hercegovinai Népköztársaság része volt. Az 1948-as népszámlálás szerint Imljaninak 2019 lakosa volt 226 házzal, köztük Petrovo Polje, amelyet a második világháború idején kezdtek benépesíteni Imljani lakosai. Az 1955-ös közigazgatási-területi felosztás szerint Imljani a Banja Luka körzet fennhatósága alá tartozott. Az adott évi helynévjegyzékben Imljani mellett Benići, Đenići, Makarići, Ponorci és Vujnovići is szerepel. Ezek a települések azonban az 1960-as helynévjegyzékben már nem szerepelnek.
A boszniai háborút lezáró daytoni békeszerződést követő területfelosztásnál a Szerb Köztársaság területéhez került.

## Nevezetességei
- Imaljaniban a szerb ortodox egyháznak két temploma áll. A plébániatemplom a Boldogságos Szűz Mária születésének tiszteletére van felszentelve. Itt áll a Boszniai Szerb Köztársaság hadserege (VRS) 43 katonájának emlékműve, akik 1995. március 20-án haltak meg a vlašići csatatéren.[8]A faházas templom a 18. századból származik, és Illés prófétának szentelték.[9] A templom egy ereklyét is őriz: egy fabotot, amely a hagyomány szerint Szent Jánosé volt.[9]

## Fordítás
- Ez a szócikk részben vagy egészben  az   Imljani című bosnyák Wikipédia-szócikk ezen változatának fordításán alapul.  Az eredeti cikk szerkesztőit annak laptörténete sorolja fel. Ez a jelzés csupán a megfogalmazás eredetét és a szerzői jogokat jelzi, nem szolgál a cikkben szereplő információk forrásmegjelöléseként.